# Santa Maria a Monte
Santa Maria a Monte – miejscowość i gmina we Włoszech, w regionie Toskania, w prowincji Piza.
Według danych na rok 2004 gminę zamieszkiwały 10 843 osoby, 285,3 os./km².

## Miasta partnerskie
- Fontvieille
- Rabé de las Calzadas
- Tardajos